# 山方泰護
山方 泰護（やまがた やすもり、寛文2年1月29日（1662年3月19日） - 享保5年11月4日（1720年12月3日））は江戸時代の久保田藩家老。上杉憲顕（民部大輔）の6子・山方能登守を祖とする山方氏当主で婿養子。実家は真崎氏分家で実父は真崎五郎左衛門。初め真壁氏養子になった長兄からの分知により真壁氏を称する。諱は初め広近。山方氏時代に憲武、後に泰護。通称は初め造酒、山方氏時代に民部、太郎左衛門。家格は宿老廻座。養孫は山方助八郎。

## 経歴
真壁氏嫡家の養子となった実の長兄の真壁充幹(甚大夫)より20石を新田分知され真壁氏となり、元禄2年(1689年)に山方民部の婿養子となる。末期養子での相続だったので先代の石高1200石を減少された石高680石を相続。。

元禄7年(1694年)に大小姓番頭、同9年(1696年)に大番頭、宝永2年(1705年)に寺社奉行と昇進する。のち家老に就任して石高120石を拝領。